# 麦克萨科技
是一家总部位于美国科羅拉多州威斯敏斯特的太空技术公司，专门生产通信、地球观测、雷达和在轨服务卫星以及卫星相關产品和服务。該公司由DigitalGlobe和MDA Holdings Company于2017年10月5日合并而成。 麦克萨科技也是Space Systems Loral的母公司，該公司总部位于美国加利福尼亚州帕羅奧圖； 另一家子公司DigitalGlobe总部位于美国科罗拉多州威斯敏斯特；而子公司Radiant Solutions的总部位于美国弗吉尼亚州赫恩登。麦克萨科技在多伦多证券交易所和纽约证券交易所都有上市，股票代碼为MAXR。
2019年5月，公司成為美国国家航空航天局研制的月球门户动力和推进元件供应商。
2019年12月30日，该公司宣布以10亿加元的价格将 MDA 的资产出售给由 Northern Private Capital牵头組成的财团。此次出售包括MDA在加拿大的所有业务，包括地面站、雷达卫星产品、机器人、国防和卫星组件。  2020年4月8 日，出售程序正式结束。 这家新成立的私营加拿大公司被命名为MDA Ltd.  ，该公司后来在多伦多证券交易所上市。